# Mimosybra albovenosa
Mimosybra albovenosa là một loài bọ cánh cứng trong họ Cerambycidae.